# 忍水镇
忍水镇，是中华人民共和国陕西省汉中市南郑区一个已撤销的乡镇。
2011年，汉中市人民政府向陕西省人民政府申请，将南郑县的忍水乡改为忍水镇。时下辖12个村，面积30.02平方公里，总人口10733。政府驻地为忍水乡政府驻地——庵子岭。2015年，陕西省民政厅批复同意撤销忍水镇，将其所辖行政区域划归新集镇。